# Jana Hermanová
Jana Hermanová (* 6. ledna 1946) byla česká a československá bezpartijní politička a poslankyně Sněmovny lidu Federálního shromáždění za normalizace.

## Biografie
K roku 1971 se profesně uvádí jako přadlena. Ve volbách roku 1971 byla tehdy zvolena do Sněmovny lidu Federálního shromáždění (volební obvod č. 19 - Slaný, Středočeský kraj). Ve FS setrvala do konce funkčního období, tedy do voleb roku 1976.